# ابراهیم علیزاده
ابراهیم علیزاده (۱۳۲۹ در روستای غوث‌آباد، بوکان)، سیاستمدار کمونیست کرد اهل ایران است. وی سخنگوی رسمی و در عین حال دبیر اول کومله سازمان کردستان حزب کمونیست ایران است.

## زندگی
ابراهیم علیزاده در تابستان سال ۱۳۲۹ در روستای غوث‌آباد، بین مهاباد و بوکان در خانواده‌ای فقیر به دنیا آمد. پدرش از کادرهای حزب دموکرات کردستان ایران بود. کمتر از دو سال داشت که پدر و مادرش از هم جدا شدند و حضانت از وی به پدرش سپرده‌شد. تحصیلات ابتدایی و دبیرستان را در مهاباد گذراند. هنوز تحصیلات ابتدایی را تمام نکرده بود که پدرش به جرم همکاری با حزب دموکرات به زندان افتاد و به اعدام محکوم شد. اگرچه این حکم در نهایت به ۴ سال زندان کاهش یافت، اما در کنار فقر خانواده، نقش زیادی در گرایش ابراهیم علیزاده به سیاست داشت.

### فعالیت دانشجویی
علیزاده در رشتهٔ برق در دانشگاه تبریز به تحصیل پرداخت و با مدرک فوق لیسانس از این دانشگاه فارغ‌التحصیل شد. وی در دوران تحصیل به فعالیت دانشجویی در قالب جنبش دانشجویی می‌پرداخت. نخستین بار در سال ۱۳۴۷ در جریان دستگیری چند تن از دانشجویان دانشگاه تبریز، در فعالیت‌های اعتراضی مربوط به آزادی این دانشجویان مشارکت کرد. این فعالیت‌ها سبب شد تا در سال ۱۳۵۰ مورد توجه فعالان سیاسی کومله قرار گیرد که به‌طور مخفی فعالیت می‌کردند. در این رابطه حسین مرادبیگی (حمه سور) با وی تماس گرفته و از طریق وی با عمر ایلخانی‌زاده آشنا می‌گردد که وی نیز به شیوه مشابهی مورد توجه کومله قرار گرفته‌بود. وی از طریق علی آشناگر با محمدحسین کریمی در ارتباط قرار گرفت که مسئولیت فعالیت‌های کومله در مهاباد و حومه به وی سپرده شده‌بود. علیزاده به همراه ایلخانی‌زاده و حسین مرادبیگی در مهاباد یک هستهٔ فعالیت به وجود آورد. علیزاده تا سال ۱۳۵۳ عضویت رسمی در کومله نداشت و از این سال، همزمان با دستگیری گستردهٔ کادرهای کومله که ضربهٔ بزرگی به سازمان وارد آورد به عضویت رسمی کومله درآمد. پس از این دستگیری‌ها، تشکیلات کومله به صورت دو مرکز در مکریان و سنندج به سازماندهی خود پرداخت. محمدحسین کریمی، حسین مرادبیگی، عمر ایلخانی‌زاده و ابراهیم علیزاده اعضای مرکز مکریان بودند و ساعد وطن‌دوست، صدیق کمانگر، جمیل زکریایی و حسین مرادبیگی اعضای مرکز سنندج بودند. پس از پایان تحصیلات دانشگاهی دوران سربازی را به مدت ۱۸ ماه در کارخانهٔ قند میاندوآب که به بخش لجستیک ارتش ایران متعلق بود گذراند. سپس به مهاباد بازگشت و به مدت یک سال در آموزشکدهٔ فنی مهاباد به تدریس الکترونیک پرداخت. در همین دوران برای نخستین بار از سوی ساواک دستگیر و مدت ۹ ماه را در سلول انفرادی ساواک به سر برد. با این حال پس از آزادی از زندان نیز تحت تعقیب قرار گرفت و ناگزیر تا زمان انقلاب بهمن ۱۳۵۷ به زندگی مخفی روی آورد.

### فعالیت حزبی
ابراهیم علیزاده در یکمین کنگره کومله در سال ۱۹۷۹ در سنندج، به عنوان عضو کمیتهٔ مرکزی و عضو دفتر سیاسی حزب انتخاب شد. وی دو بار ازدواج کرده و هم‌اکنون با همسر دومش زندگی می‌کند و فرزندی ندارد.

## واکنش به حملات اسرائیل به غزه
ابراهیم علیزاده، در واکنش به جنگ اسرائیل و حماس در سال ۲۰۲۳، حملات اسرائیل به غزه را محکوم و غزه را به «بزرگ‌ترین زندان جهان» و مقاومت مردم فلسطین در برابر اسرائیل را به «شورش در یک زندان بزرگ» تشبیه کرد و از دولت اسرائیل، به عنوان «دولت نژادپرست» یاد کرد. او همچنین حمایت‌های جمهوری اسلامی از حماس را ریاکارانه خواند و گفت: «اینکه حماس این دوره از درگیری‌ها را آغاز کرد، اینکه جمهوری اسلامی ریاکارانه سنگ دفاع از حقوق مردم فلسطین را به سینه می‌زند و از حماس پشتیبانی می‌کند، هیچ‌کدام از اینها ذره‌ای از حقانیت مقاومت مردم فلسطین در مقابل دولت جنایتکار، مذهبی و نژادپرست اسرائیل را کم نمی‌کند.»